# فرودگاه جگدالپر
فرودگاه جگدالپر (به انگلیسی: Jagdalpur Airport) یک فرودگاه همگانی با کد یاتا JGB است که یک باند فرود آسفالت دارد و طول باند آن ۱۷۰۷ متر است. این فرودگاه در کشور هند قرار دارد و در ارتفاع ۵۵۵ متری از سطح دریا واقع شده‌است.